# アヴァランチ・プレス
アヴァランチ・プレス(Avalanche Press)は主にボード・ウォーゲームを出版するアメリカ合衆国のゲーム会社である。
1993年、Mike Bennighof と Brian Knipple によって設立され、1994年には最初の自社ゲームである「Invasion of Italy」 と 「MacArthur's Return」を発表した。
1996年には「Great War at Sea(en)」シリーズの一作目を発売し、この一連のゲームシリーズはオリジン賞の年間最優秀ヒストリカルゲーム賞に２回輝いている。
また、2002年にはテーブルトークRPGのルール体系の一つであるd20システムを使った「Celtic Age」がオリジン賞の最優秀RPGサプリメント賞に輝いている。
現在、アラバマ州のアイロンデールに本社を置いている。